# 感觉神经
感觉神经（英文：Sensory nerve），也称传入神经，是一种将感觉信号传递至中枢神经系统的神经。感觉神经含有传入神经纤维，即感觉神经元的长轴突，而其神经末梢为感觉神经元的感受器，可以感知或识别刺激。
传入神经与传出神经相对应，后者将中枢神经系统的信号传递至器官或组织（其中，运动神经连接肌肉）。此外，还存在混合神经，即同时含有传入神经纤维和传出神经纤维的神经。